# Tàrrega
Pour les articles homonymes, voir Tàrrega (homonymie).
Tàrrega est une commune de la comarque d'Urgell dans la province de Lérida en Catalogne (Espagne).

## Jumelage
Blaye (France)

## Personnalités liées à la ville
- Manuel de Pedrolo, écrivain;
- Joan Capdevila, footballeur;
- Les musiciens du groupe de rock La Élite, fondé dans la ville en 2016.

## Histoire

### Le quartier Juif (El Call)[2]
Le quartier juif de Tarrega occupait la zone située en dessous de la grande place et de la rue principale de la ville, entre les rues actuelles des Piques et de la Font. De l’autre côté, il était bordé d’une muraille qui le séparait de la rivière Ondara. La rue de l’Estudi représentait l’axe central du quartier : c’est là que vivaient la plupart des Juifs qui avaient des occupations diverses: courtiers, prêteurs sur gages, médecins, commerçants, marchands, artisans ou encore serviteurs de personnes plus riches de leur communauté. Au sommet de cette rue se trouvait le four des Juifs, et dans la zone inférieure, la nouvelle synagogue qui serait construite en 1347. Aujourd'hui, on peut encore voir des vestiges de l'époque médiévale qui ont survécu dans certains endroits du quartier. Après l'assaut de 1348, le roi Pierre III donna l'ordre de repeupler et de fortifier le quartier et de séparer physiquement la population chrétienne.
L'année 1348 est une date tragique pour l'histoire de Tarrega et pour la communauté juive qui était installée dans la ville depuis la fin du XIIIe siècle. Bien que le début du XIVe siècle ait été une période de croissance économique et urbaine, une série d'années de mauvaises récoltes agricoles et de crise économique provoquèrent une augmentation des tensions sociales et des confrontations religieuses qui explosèrent avec l'arrivée de la peste en Catalogne. En juillet 1348, le quartier juif de Tarrega fut attaqué, peu après ceux de Barcelone et de Cervera.
Certaines fouilles, comme celles de 2007 de la nécropole juive de Les Roquetes, ont permis de corroborer archéologiquement la dureté de l'agression et de préciser de nombreux faits jusqu'alors inconnus, grâce à la découverte exceptionnelle de six fosses communes où sont enterrées quelque soixante-dix victimes de cette agression.